# Mompha parvicristatella
Mompha parvicristatella é uma espécie de mariposa do gênero Mompha pertencente à família Coleophoridae.